# Swear It Again
«Swear It Again» (en español: «Júralo otra vez») es una canción interpretada por la boy band irlandersa Westlife, incluida en su álbum debut de estudio homónimo Westlife (1999), publicado como el sencillo principal de dicho álbum bajo los sellos discográficos RCA Records y BMG Music el 12 de abril de 1999. Sostuvo la posición n.º 1 en la lista de sencillos del Reino Unido, se vendieron 182.000 unidades en las dos primeras semanas de su puesta en venta. Hasta la fecha, "Swear It Again" es el único sencillo de Westlife que se ha registrado en los EE. UU., Alcanzando el número 20 en el Billboard Hot 100 y el número 75 en las listas de Billboard Hot 100 de fin de año, en 2000.
A la fecha, es el único sencillo de Westlife que ha llegado al puesto número 20 y estuvo en el nº75 en la lista Billborad Hot 100 Year End Chart en el año 2000. La canción fue interpretada en vivo en el Miss Teen USA 2000.
El sencillo vendió más de 400 000 copias a la fecha en Reino Unido y en los Estados Unidos, llegó al número 2 en el Billboard Single Sales Chart y llegó a ser disco de oro. También fue lanzado un E.P. asiático.

## Sencillos

### RU CD1
1. Swear It Again
2. Forever
3. Swear It Again (CD-Rom)

### CD2
1. Swear It Again
2. Swear It Again (Rokstone Mix)
3. Ronan Keating Interview

### CD Australiano
1. Swear It Again
2. Sweat It Again (Rokstone Mix)
3. Forever
4. Ronan Keating Interview
5. Enhanced Section (Interview and Video Clip)

### E.P. Asiático
1. Swear It Again (Radio Edit)
2. Until The End Of Time
3. Forever
4. Everybody Knows
5. Let's Make Tonight Special
6. Don't Calm The Storm
7. Ronan Keating Interviews Westlife

### U.S. CD
1. Swear It Again
2. My Private Movie *
3. I Don't Wanna Fight *
4. Can't Lose What You Never Had *
5. Flying Without Wings *

## Vídeo musical

### Versión Reino Unido
En el vídeo la banda está en un mini teatro, cantando en un escenario con luces mientras muestran en blanco y negro videos de su estudio de grabación.
Fue dirigido por Wayne Isham y fue lanzado en mayo de 1999.

### Versión Estados Unidos
Está la banda en un túnel de lavado y en una secuencia lavando un automóvil blanco.
El video fue dirigido por Nigel Dick y fue lanzado en junio de 2000.

## Historia de lanzamiento
1. Reino Unido - 5 de abril de 1999.
2. Estados Unidos - 7 de febrero de 2000.

| Predecesor: "Sometimes" de Britney Spears | Top 40 Singles — Sencillo N.º 1 25 de julio de 1999 | Sucesor: "If You Had My Love" de Jennifer Lopez |

- Datos: Q83829